# Thomas Leonidas Crittenden

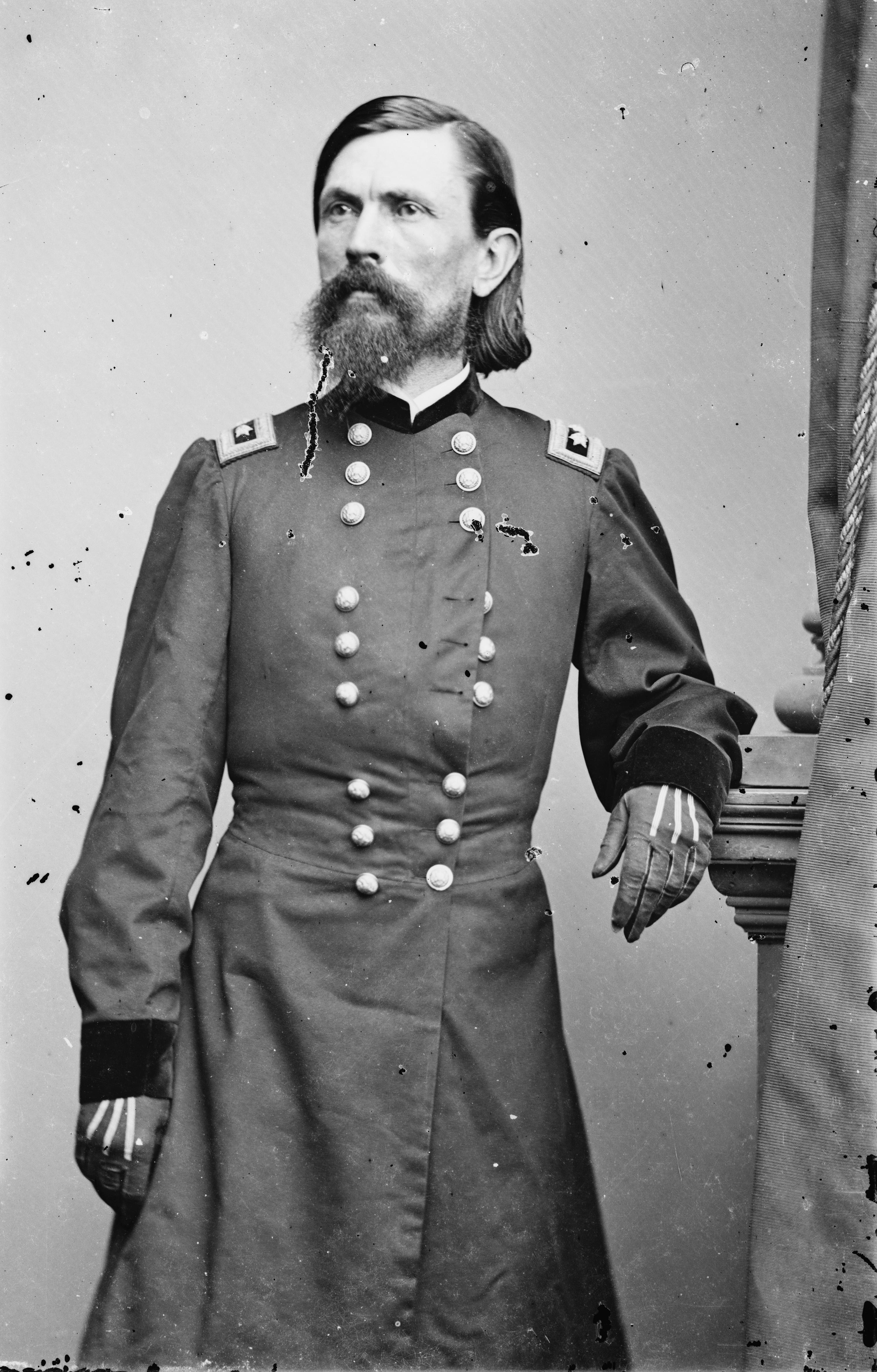
Thomas Leonidas Crittenden

Thomas Leonidas Crittenden (* 15. Mai 1819 in Russellville, Logan County, Kentucky; † 23. Oktober 1893 in Annadale, New York) war ein General der Nordstaaten im Sezessionskrieg.

## Leben
Crittenden wurde am 15. Mai 1819 in Russellville geboren. Sein Vater war der Politiker und spätere Senator John J. Crittenden. Er war der jüngere Bruder des konföderierten Generalmajors George Bibb Crittenden und Cousin des Nordstaaten-Brigadegenerals Thomas Turpin Crittenden und des Nordstaaten-Oberstleutnants Thomas Theodore Crittenden. 
Crittenden arbeitete als Anwalt, diente aber während des Mexikokrieges im Stab von General Zachary Taylor und als Regimentskommandeur des 3. Kentucky-Infanterieregiments. Im selben Regiment diente auch der spätere US-Vizepräsident und konföderierte General und Kriegsminister John C. Breckinridge als Major. Im Jahr 1849 ernannte Taylor, inzwischen Präsident der USA, Crittenden zum US-Konsul in Liverpool. 1853 kehrte er nach Kentucky zurück und wurde 1860 Befehlshaber der Miliz. 
Als der Bürgerkrieg drohte und Kentucky seine Neutralität erklärte, blieben Crittenden und sein Vater der Union loyal, während sein Bruder George sich dem konföderierten Heer anschloss. Im September 1861 wurde er zum Brigadegeneral der Freiwilligen ernannt und führte die 5. Division in der Ohio-Armee unter General Don Carlos Buell.
Am 17. Juli 1862 wurde er zum Generalmajor der Freiwilligen befördert. In der Cumberland-Armee führte Crittenden das XXI. Korps während des Chickamauga-Feldzuges (siehe Schlacht am Chickamauga). Von General William Starke Rosecrans, dem Oberbefehlshaber der Cumberland-Armee, wurde er für die Niederlage dort mitverantwortlich gemacht.
1864 übernahm er das Kommando über die erste Division im IX. Korps der Potomac-Armee auf dem östlichen Kriegsschauplatz. Er führte diese in die Schlachten von Spotsylvania und Cold Harbor, bevor er seinen Dienst im Dezember beendete. 
Am 28. Juli 1866 wurde er von Präsident Andrew Johnson zum Kommandeur des 32. US-Infanterie-Regiments ernannt. Am 2. März 1867 wurde er wegen seiner Leistungen während der Schlacht am Stones River zum Brevet-Brigadegeneral des regulären Heeres befördert. Am 15. März 1869 übernahm er das 17. US-Infanterie-Regiment, das er bis zum 18. Mai 1891 führte. Crittenden starb am 23. Oktober 1893 in Annadale (Staten Island) und fand seine letzte Ruhestätte in Frankfort, Kentucky.
Sein Sohn John Jordan Crittenden III (5. Juni 1854 – 25. Juni 1876) diente unter General Custer und starb mit diesem in der Schlacht am Little Big Horn.